# Château de Cour-sur-Loire
Le château de Cour-sur-Loire est situé sur la commune de Cour-sur-Loire, dans le département de Loir-et-Cher.

## Historique
Il fut construit pour Jacques Hurault, trésorier de France sous Louis XII.
Le monument fait l’objet d’une inscription au titre des monuments historiques depuis le 10 octobre 1961.